# رسلانا كورشنوفا
رسلانا كورشنوفا بالكازخية (Коршунова Руслана) عارضة ازياء كازخية من أصل روسي. ولدت في 2 يوليوز 1987 وانتحرت سنة 28 جوان 2008 أي حوالي(20 عاما). عارضة ازياء من الدرجة الأولى من مدينة الماتي
أحد أجمل فتيات كازاخستان ذات شعر بني لامع وعينين خضراوتين اكتشفتها مجلة فوش الاوربية وهي تتصفح عم مجلة طيران عن الخطوط الجوية الكازخية. تتحدث العديد من اللغات مثل الكازخية والروسية والفرنسية والإنجليزية والألمانية.

## وفاتها
أكدت سلطات مدينة نيويورك أن عارضة الأزياء العالمية، الكازاخستانية رسلانا كورشونوفا التي هوت من شرفة شقتها وسط مانهاتن أقدمت على الانتحار، وذلك بعد أن كان الغموض قد لفّ مصرعها المفاجئ. وكشفت المتحدثة باسم مكتب المحقق الطبي في المدينة ميغان كوتشيا، أن العارضة البالغة عشرين عاماً أقدمت على الانتحار، دون كشف الأسباب وما إذا تركت العارضة رسالة تبرر فيها قرارها بوضع حدٍ لحياتها. وأعلنت كوتشيا إن كورشونوفا سقطت من شقتها في الطابق التاسع من المبنى الواقع وسط الضاحية المالية لمانهاتن، لافتة إلى أن الوفاة نتجت عن إصابات مباشرة بجسدها من شدة الارتطام. وكانت الصحف الأميركية قد أوردت أن العارضة التي احتلت غلاف مجلة «فوغ» بنسختها الأوروبية، لقيت حتفها الساعة 14:30 السبت بالتوقيت المحلي، إثر سقوطها، وذلك نقلا عن مصادر رسمية وأمنية لم تحددها.وقررت الام دفنها بمدينة موسكو لان رسلانا كانت تعشق المدينة.

## وصلات خارجية
- رسلانا كورشنوفا على موقع دليل عارضات الأزياء (الإنجليزية)